# 沙雷特-瓦雷讷
沙雷特-瓦雷讷（法語：Charette-Varennes，法語發音：[ʃaʁɛt vaʁɛn]）是法国索恩-卢瓦尔省的一个市镇，属于卢昂区。该市镇于1996年由原市镇沙雷特（Charette）和杜河畔瓦雷讷（Varennes-sur-le-Doubs）合并而成。

## 地理
沙雷特-瓦雷讷（46°54'51"N, 5°11'56"E）面积16.47 平方千米，位于法国勃艮第-弗朗什-孔泰大區索恩-卢瓦尔省，该省份为法国中部省份，北起顺时针与科多尔省、汝拉省、安省、罗讷省、卢瓦尔省、阿列省和涅夫勒省接壤。
与沙雷特-瓦雷讷接壤的市镇（或旧市镇、城区）包括：弗龙特纳尔、纳维利、皮埃尔德布雷斯、布雷斯地区圣博内。
沙雷特-瓦雷讷的时区为UTC+01:00、UTC+02:00（夏令时）。

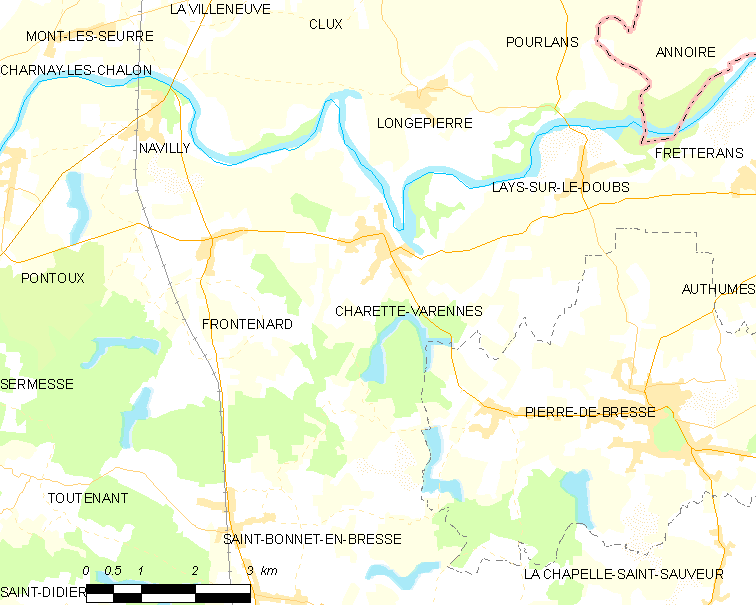
沙雷特-瓦雷讷的OSM定位图

## 行政
沙雷特-瓦雷讷的邮政编码为71270，INSEE市镇编码为71101。

## 政治
沙雷特-瓦雷讷所属的省级选区为皮埃尔德布雷斯县。

## 人口

1962-2008年间沙雷特-瓦雷讷人口变化图示

沙雷特-瓦雷讷于2022年1月1日时的人口数量为434人。